# Sebastiano Cherici
Sebastiano Cherici, o anche Chierici o Clerici (Pistoia, 20 gennaio 1647 – Pistoia, 1704), è stato un compositore italiano del tardo barocco, attivo tra Ferrara e Pistoia.

## Biografia
Si formò musicalmente a Bologna, come allievo di Giovanni Paolo Colonna. 
Successivamente fu "musico suprano" nell'Accademia della Morte a Ferrara, città nella quale rimase per molti anni ricoprendo la carica di maestro di cappella della cattedrale dal 1670 al 1679 e di maestro dell'Accademia della Compagnia dello Spirito Santo a partire almeno dal 1672 fino al 1695.
Dal settembre 1675 al marzo 1676 fu a Dresda come maestro della cappella di corte, Nel 1685, invece, fu accolto tra i membri dell'Accademia Filarmonica di Bologna.
Il 23 settembre il capitolo della cattedrale di Pistoia decise di nominare Cherici maestro di cappella della tale, dunque il 18 novembre egli fece sapere con una lettera da Ferrara che si sarebbe trasferito al più presto a Pistoia. Il contratto, che prevedeva per il musicista uno stipendio annuo di cento scudi e la possibilità di tenere a sue spese un collaboratore per la scuola di musica, ebbe inizialmente la durata di tre anni, ma, trascorso il periodo stabilito, il Cherici chiese di rendere vitalizio l'incarico "per aver esso sopra l'età di 60 anni". 
A questo proposito è interessante osservare che l'età di più di sessanta anni, dichiarata nel resoconto capitolare del 5 maggio 1702, non si accorda con la data di nascita da noi conosciuta. Il divario è superabile solo considerando l'indicazione imprecisa (ipotesi del resto non del tutto improbabile, dato il periodo storico), oppure anticipando di un decennio la data di nascita.
Il capitolo accettò la proposta di vitalizio, facendo tuttavia presente l'eccezionalità del provvedimento, che non doveva in seguito essere preso ad esempio. Proseguendo nella lettura degli atti capitolari: in data 15 novembre 1703 si riferisce l'esito della scelta del nuovo maestro Carlo Antonio Clari; Cherici, dunque, avrebbe dovuto essere morto non più tardi della fine di ottobre, poiché se il 15 novembre il capitolo era in grado di esaminare le domande di concorrenti (operanti in città la cui distanza da Pistoia era considerevole) si deve considerare un certo lasso di tempo tra questa data e la scomparsa del musicista. 
Tuttavia, verificando la posizione del Cherici sul libro dei pagamenti, datati dal 1º luglio 1703 al 30 giugno 1704, due pagamenti furono effettuati a suo favore: il primo fino al 12 novembre e il secondo dal 12 novembre al 20 dicembre, "per il tempo che è stato vacante l'ufficio di maestro di cappella", il terzo, invece, è fatto al nuovo maestro. Alla luce di questa documentazione si deve quindi dedurre che Cherici non era morto prima del dicembre 1703, e che, venuto meno il contratto vitalizio per motivi non riferiti negli atti capitolari, aveva abbandonato la carica. Sembra comunque che non sia vissuto oltre il 1704.

## Composizioni

### Opere a stampa
- Inni sacri a 2, 3, 4 e 5 voci con violini e senza, Op. I (Bologna, 1672)
- Harmonia di devoti concerti a 2 e 3 voci con violini e senza, Op. II (Bologna, 1681 e 1698)
- Compieta concertata e breve a 3 e 4 voci con violini e ripieni a beneplacito, Op. III (Bologna, 1686)
- Motetti sagri a 2 e 3 voci con violini e senza, Op. IV (Bologna, 1686 e 1700 ed Anversa, 1689)
- Componimenti da camera a 2 voci, Op. V (Bologna, 1688)
- Motetti sagri a 2 e 3 voci con violini e senza, Op. VI (Bologna, 1695)

### Musiche sceniche
- Il mondo (mascherata per musica di Francesco Berni per un esercizio cavalleresco di Pinamonte Bonacossi. Ferrara, Castello, 1672)
- Applausi festivi di giubilo (serenata, Ferrara, 1685)
- Il trionfo della fede (serenata, Ferrara, 1686)
- Il trionfo degli incanti amorosi (componimento poetico di Carlo Enrico San Martino. Ferrara, 1689)
- Trattenimento festivo (raccolta di vari componimenti. Ferrara, 1689)
- Amor piaga ogni core (commedia per musica di Agostino Donati. Ferrara, Palazzo Bentivoglio, 1691 e Pistoia, Teatro de' signori Accademici Risvegliati, 1698)
- Ildegarde (dramma per musica di Domenico Mellini. Pistoia, Teatro de' signori Accademici Risvegliati, 1697)
- Il conte de Bacheville (dramma per musica di Francesco Frosini. Pistoia, Teatro de' signori Accademici Risvegliati, 1699)
- L'Egelinda overo La gioia dal duolo (Pistoia, Teatro de' signori Accademici Risvegliati, 1699)

### Oratori
- Applausi trionfali (Ferrara, 1671)
- Funerali gloriosi di San Francesco Saverio della compagnia di Giesù (Ferrara, 1672)
- La Risurretione (Ferrara, 1672 e 1675)
- La conversione di Sant'Ignatio Loiola fondatore della Compagnia di Gesù (Ferrara, 1675 e 1679)
- Il martirio di Sant'Agata (Ferrara, 1677)
- La conversione di Sant'Agostino (Ferrara, 1677, 1678 e 1679)
- La Passione di Giesù Christo (Ferrara, 1677)
- La caduta d'Uria (Ferrara, 1678)
- La Susanna (Ferrara, 1678)
- Le vittorie di Cristo morto e risorto (Ferrara, 1678 e 1691)
- Il cieco nato (Ferrara, 1679)
- Il senso abbattuto (Ferrara, 1679)
- Oratorio della Santissima Annontiata (Ferrara e Modena, 1684)
- Il trionfo della fede ne' sponsali di Sofronia e d'Olindo (di Francesco Milliati. Ferrara, 1688 e Modena, 1694)
- Il trionfo della pace corteggiata dalle virtù di San Filippo Benizi (Ferrara, 1688)
- Il martirio di San Maurelio, vescovo e martire, protettore della città di Ferrara (di Giulio Cesare Grazzini. Ferrara, 1693)